# 入江運動公園陸上競技場

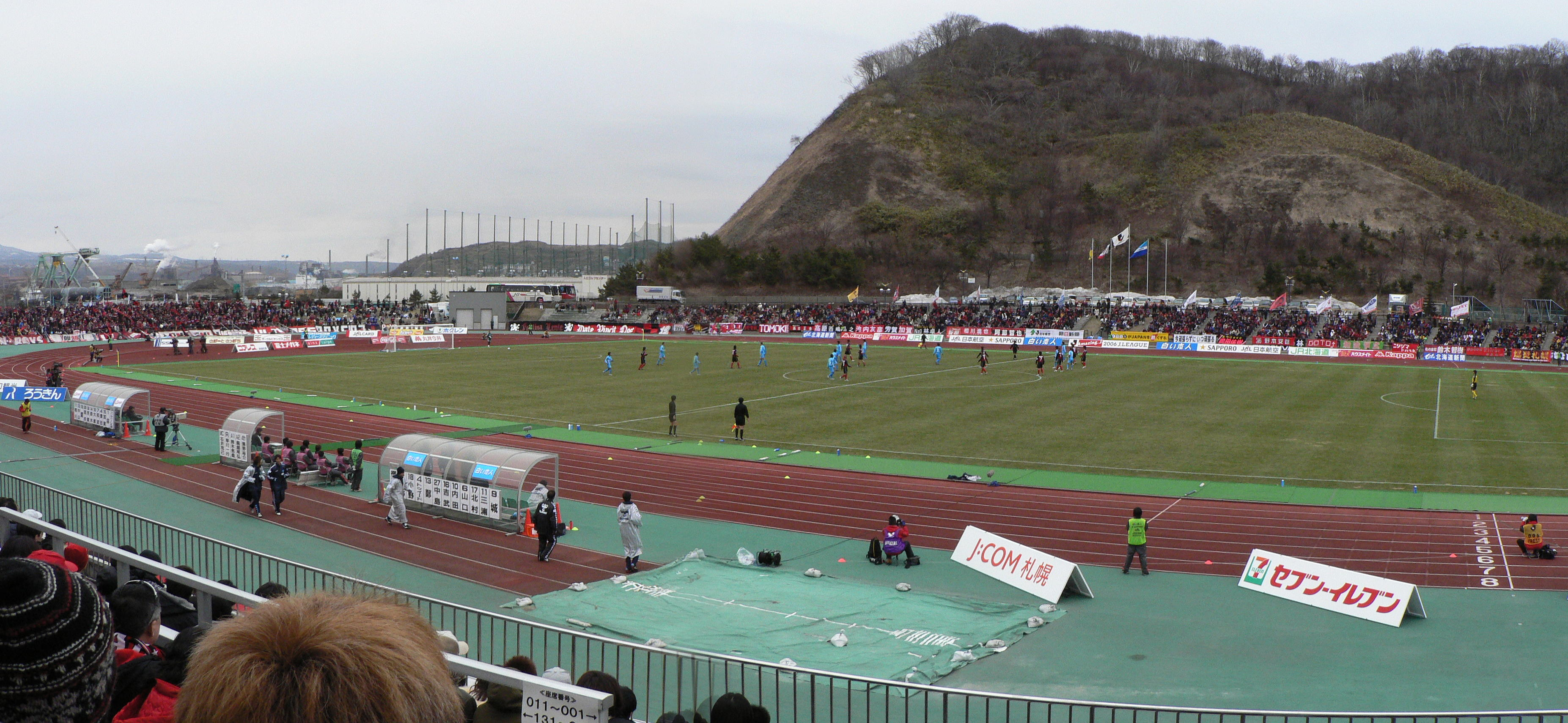
トラック・インフィールド（2006年3月）

入江運動公園陸上競技場（いりえうんどうこうえんりくじょうきょうぎじょう）は、北海道室蘭市にある陸上競技場。
同市内に本社を置く企業「日本製鋼所M&E」が命名権を取得しており、2023年（令和5年）9月1日より「日鋼室蘭スポーツパーク」の名称を用いている（後述）。

## 概要
入江運動公園にあり、日胆地区で唯一の日本陸上競技連盟第2種公認競技場。地区の陸上競技記録会が開かれるほか、中学や高校の全国大会の予選が行われる。また北海道内で雪解けが比較的早い地域のため、陸上競技の春合宿で使用することも多い。
これまでに『'87北海道総体』サッカー競技大会、『第44回国民体育大会』サッカー競技、『全国中学校サッカー大会』などを開催しており、北海道サッカーリーグの道南ブロックリーグの会場として使用している。
1996年（平成8年）から2011年（平成23年）までコンサドーレ札幌（現在の北海道コンサドーレ札幌）のホームゲームが開催されていた実績がある。特に札幌ドームが完成する2002年までは、札幌厚別公園競技場が冬季閉鎖で使用できないため（5月開場～10月閉鎖が基本。例外的に11月開催があった）、その期間の準本拠地と位置付けて利用したことがある。
第2種公認競技場としての要件を満たすため、2023年5月より翌年4月まで、利用を停止したうえで大規模な改修工事を行うこととした。

## 施設
陸上競技場
- 開設期間：4月1日から11月30日
- トラック：全天候型、1周400 m（8コース）
- インフィールド：天然芝

多目的運動広場・芝生広場
- 多目的運動広場
  - 開設期間：5月1日から11月30日[18]
  - 敷地面積：12,000 m²[18]
- クラブハウス[19]
- 芝生広場
  - 開設期間：5月1日から11月30日[18]
  - 敷地面積：12,000 m²
  - 野外ステージ

## 施設命名権
室蘭市に本社を置く企業「日本製鋼所M&E」（日本製鋼所の子会社）が当施設の命名権を取得、「日鋼室蘭スポーツパーク」の名称となっている。契約期間は2023年9月1日からの5年間で、契約金額は年55万円。

## 参考資料
- “室蘭市都市公園条例”. 室蘭市例規集.  室蘭市. 2016年8月4日閲覧。
- “室蘭市都市公園条例施行規則”. 室蘭市例規集.   室蘭市. 2016年8月4日閲覧。